# نیریم

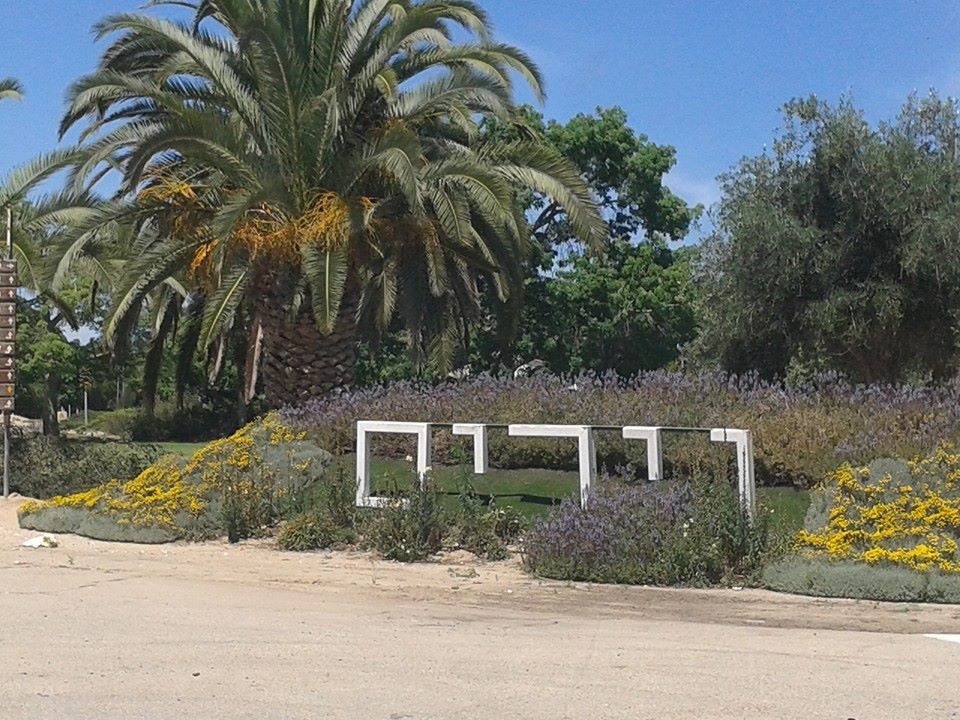
منطقهٔ مسکونی در اسرائیل

نیریم (به لاتین: Nirim) یک منطقهٔ مسکونی در اسرائیل است که در شورای منطقه ای اشکول واقع شده‌است.